# Karel van der Meer
Karel van der Meer (Hága, 1905. július 29. – 1978. november 2.) holland nemzetközi labdarúgó-játékvezető, közgazdász.

## Pályafutása

### Labdarúgóként
Fiatal korában ismerkedett meg a labdarúgással, bátorsága, határozottsága alapján a kapus posztot töltötte lakóhelyének csapataiban. Egy alkalommal, 1932-ben komolyan megsérült, ami megakadályozta, hogy a válogatottban is fellépje.

### Nemzeti játékvezetés
Sérülését követően elhatározta, hogy nem kíván elszakadni a labdarúgástól, 1933-ban vizsgázott le játékvezetésből. Az I. Liga játékvezetőjeként 1957-ben vonult vissza.

### Nemzetközi játékvezetés
A Holland labdarúgó-szövetség Játékvezető Bizottsága (JB) terjesztette fel nemzetközi játékvezetőnek, a Nemzetközi Labdarúgó-szövetség (FIFA) 1939-től tartotta nyilván bírói keretében. A II. világháború megakadályozta abban, hogy a nemzetközi porondra lépjen. A háborút követően 1947-ben léphetett ki a nemzetközi porondra. Több nemzetek közötti válogatott és klubmérkőzést vezetett, vagy működő társának partbíróként segített. A holland nemzetközi játékvezetők rangsorában, a világbajnokság-Európa-bajnokság sorrendjében többedmagával a 18. helyet foglalja el 4 találkozó szolgálatával. Az aktív nemzetközi játékvezetéstől 1956-ban búcsúzott. Válogatott mérkőzéseinek száma: 24

#### Labdarúgó-világbajnokság
A világbajnoki döntőhöz vezető úton Brazíliába a IV., az 1950-es labdarúgó-világbajnokságra és Svájcba az V., az 1954-es labdarúgó-világbajnokságra a FIFA JB bíróként alkalmazta. A FIFA JB elvárásának megfelelően, ha nem vezetett, akkor valamelyik működő társának segített partbíróként. 1950-ben egy csoportmérkőzésen működött partbíróként.
Világbajnokságon vezetett mérkőzéseinek száma: 2 + 1 (partbíró).

##### 1950-es labdarúgó-világbajnokság

###### Selejtező mérkőzés
| Időpont          | Helyszín             | Mérkőzés típusa           | Mérkőzés                  | Eredmény | Nézők száma |
| ---------------- | -------------------- | ------------------------- | ------------------------- | -------- | ----------- |
| 1949. október 9. | JNA Stadion, Belgrád | előselejtező (3. csoport) | Franciaország–Jugoszlávia | 1 : 1    | 50 000      |

###### Világbajnoki mérkőzés
| Időpont          | Helyszín                         | Mérkőzés típusa               | Mérkőzés                 | Eredmény | Nézők száma |
| ---------------- | -------------------------------- | ----------------------------- | ------------------------ | -------- | ----------- |
| 1950. június 25. | Maracaná Stadion, Rio de Janeiro | csoportmérkőzés (B. csoport)  | Anglia–Chile             | 2 : 0    | 30 000      |
| 1950. július 16. | Pacaembu Stadion, São Paulo      | csoportgyőztesek körmérkőzése | Svédország–Spanyolország | 3 : 1    | 11 000      |

##### 1954-es labdarúgó-világbajnokság
| Időpont           | Helyszín                  | Mérkőzés típusa           | Mérkőzés        | Eredmény | Nézők száma |
| ----------------- | ------------------------- | ------------------------- | --------------- | -------- | ----------- |
| 1953. október 11. | Neckar Stadion, Stuttgart | előselejtező (1. csoport) | NSZK–Saar-vidék | 3 : 0    | 50 000      |

#### Olimpiai játékok
Az 1948. évi és az 1952. évi nyári olimpiai játékok labdarúgó tornáján a FIFA JB játékvezetőként foglalkoztatta.

##### 1948. évi nyári olimpiai játékok
| Időpont             | Helyszín                       | Mérkőzés típusa   | Mérkőzés              | Eredmény | Nézők száma |
| ------------------- | ------------------------------ | ----------------- | --------------------- | -------- | ----------- |
| 1948. július 31.    | Craven Cottage Stadion, Fulham | első forduló      | Jugoszlávia–Luxemburg | 6 : 1    | 7 000       |
| 1948. augusztus 5.  | Craven Cottage Stadion, Fulham | egyik negyeddöntő | Anglia–Franciaország  | 1 : 0    | 25 000      |
| 1948. augusztus 11. | Wembley Stadion, London        | egyik elődöntő    | Anglia–Jugoszlávia    | 1 : 3    | 40 000      |
| 1948. augusztus 13. | Wembley Stadion, London        | bronztalálkozó    | Anglia–Dánia          | 3 : 5    | 50 000      |

##### 1952. évi nyári olimpiai játékok
| Időpont          | Helyszín                             | Mérkőzés típusa    | Mérkőzés                    | Eredmény | Nézők száma |
| ---------------- | ------------------------------------ | ------------------ | --------------------------- | -------- | ----------- |
| 1952. július 15. | Városi Stadion, Lahti                | selejtező          | Lengyelország–Franciaország | 2 : 1    |             |
| 1952. július 21. | Töölön Pallokenttä Stadion, Helsinki | egyik nyolcaddöntő | Magyarország–Olaszország    | 3 : 0    | 13 870      |

#### A magyar labdarúgó-válogatott mérkőzései (1902–1929)
| Időpont           | Helyszín                   | Mérkőzés típusa          | Mérkőzés                | Eredmény | Nézők száma |
| ----------------- | -------------------------- | ------------------------ | ----------------------- | -------- | ----------- |
| 1949. június 19.  | Råsunda Stadion, Solna     | 267. válogatott mérkőzés | Svédország–Magyarország | 2 : 2    | 37 781      |
| 1953. július 5.   | Nemzeti Stadion, Stockholm | 293. válogatott mérkőzés | Svédország–Magyarország | 2 : 4    | 35 867      |
| 1955. október 16. | Népstadion, Budapest       | 322. válogatott mérkőzés | Magyarország–Ausztria   | 6 : 1    | 104 000     |

## Szakmai sikerek
1968-ban a nemzetközi játékvezetés hírnevének erősítése, hazájában 10 éve a legmagasabb Ligában (osztályban) folyamatosan tevékenykedő, eredményes pályafutása elismeréseként, a FIFA JB felterjesztésére az 1965-ben alapított International Referee Special Award címmel és oklevéllel tüntette ki.